# Франц Гайнцль
Франц Гайнцль (нім. Franz Heinzl; нар. 1892 — пом. 16 травня 1922) — австрійський футболіст, нападник.
Виступи на футбольних полях розпочинав у провінційній команді «Штоккерау-07». З 1913 року захищав кольори столичного клубу «Вінер АФ». У першому сезоні команда здобула єдиний в своїй історії титул чемпіона. В наступному чемпіонаті став віце-чемпіоном і найрезультативнішим гравцем Віденської футбольної ліги — 12 забитих м'ячів. За «Вінер АФ» виступав до 1920 року, провів 77 лігових матчів, 60 голів.
З травня 1914 по червень 1917 року провів у складі національної збірної сім матчів проти збірної Угорщини. У цих іграх забив чотири м'ячі.
| Клуб       | Сезон   | Ліга | Ліга |
| Клуб       | Сезон   | Ігри | Голи |
| ---------- | ------- | ---- | ---- |
| «Вінер АФ» | 1913/14 | 6    | 7    |
| «Вінер АФ» | 1914/15 | 9    | 12   |
| «Вінер АФ» | 1915/16 | 17   | 14   |
| «Вінер АФ» | 1916/17 | 18   | 11   |
| «Вінер АФ» | 1917/18 | 13   | 10   |
| «Вінер АФ» | 1918/19 | 3    | 1    |
| «Вінер АФ» | 1919/20 | 11   | 5    |